# جائزة تايلاند الكبرى للدراجات النارية 2018
جائزة تايلاند الكبرى للدراجات النارية 2018 هو سباق دراجات نارية أقيم بتاريخ 7 أكتوبر 2018 في حلبة تشانغ الدولية، محافظة بوريرام، تايلاند. كان الجولة الخامسة عشر من أصل 19 في سباق الجائزة الكبرى للدراجات النارية موسم 2018. فاز مارك ماركيث بفئة الموتو جي بي بينما جاء أندريا دوفيزيوسو في المركز الثاني وحصل على المركز الثالث مافريك فيناليس. فاز بفئة الموتو 2 الإيطالي فرانشيسكو بانيا بينما فاز بفئة الموتو 3 الإيطالي فابيو دي جيانانتونيو.